# Fransu
Fransu là một xã ở tỉnh Somme, vùng Hauts-de-France, Pháp.

## Địa lý
Thị trấn này tọa lạc 16 dặm Anh về phía đông của Abbeville trên giao lộ đường D130 và đường D63.

## Dân số
| 1962                                                         | 1968 | 1975 | 1982 | 1990 | 1999 |
| ------------------------------------------------------------ | ---- | ---- | ---- | ---- | ---- |
| 144                                                          | 148  | 139  | 117  | 126  | 104  |
| Số liệu điều tra dân số từ năm 1962, dân số không tính trùng |      |      |      |      |      |